# Закони Кларка
Три закони Кларка — узагальнення щодо технологій та відкриттів, сформульовані англійським письменником Артуром Кларком, який сам був автором багатьох наукових передбачень.

## Формулювання законів
1. Коли видатний, але похилого віку вчений стверджує, що щось можливе, то він майже напевно правий. Якщо ж він стверджує, що щось неможливе, він скоріше за все помиляється.
2. Єдиний спосіб відкриття меж можливого — це зробити крок за ці межі, у неможливе.
3. Будь-яка достатньо розвинена технологія не відрізняється від магії.

Перші два вперше сформульовані в есе «Небезпеки пророцтва: невдача уяви», вперше опублікованому в книзі Кларка «Профілі майбутнього» 1962 року. При цьому Кларк був дуже критичний щодо віку та під «похилого віку вченим» мав на увазі вченого в галузі фізики, математики чи астронавтики, старшого 30-и років. «Як знає кожен дослідник, який щойно закінчив коледж, — писав він, — науковці старше п'ятдесяти годяться лише для засідань правління, і за будь-яку ціну їх слід не допускати до лабораторії!».
У лютому 1977 року в журналі «Fantasy & Science Fiction» Айзек Азімов написав есе «Наслідок Азімова», де пропонувався наслідок першого закону Кларка: «Проте, коли непрофесіонали згуртовуються навколо ідеї, яку заперечує шанований і літній вчений, і підтримують цю ідею з запалом і завзяттям — то цей шанований і літній вчений, зрештою, ймовірно, правий».
Другий закон описує зв'язок між наукою та науковою фантастикою, що взаємно черпають ідеї одна з іншої.
Кларк вирішив у 1973 році, що має бути третій закон, адже у Ньютона було три закони і є три закони термодинаміки. Третій закон найпопулярніший і найчастіше згадується в популярній культурі. Його часто називають просто «законом Кларка». В романі «Страх Фундації» (першому романі з циклу «Фундація», написаному Грегорі Бенфордом) третій закон формулюється зворотно: «Якщо технологію можна відрізнити від магії, то вона недостатньо розвинена».